# المكزون السنجاري
الأمير أبو محمد الحسن بن يوسف المكزون السنجاري، المعروف أكثر باسم المكزون السنجاري (ولد في 1188 أو 1193 - توفي في 1240)، شخصية عسكرية ودينية وأدبية بارزة في التاريخ والتقاليد للشيعة العلويين، حيث كان المكزون مثقفاً وله باع في الشعر العربي والعقيدة الشيعية.
ينحدر المكزون من سلالة أمراء سنجار، وقد استخلفه والده أميراً على سنجار عام 1205، وقد هاجر العديد من الشيعة العلويين من سنجار إلى الجبال المحيطة باللاذقية في عهد والده، وبسبب الصراعات التي اشتعلت بينهم وبين الأكراد والإسماعيليين النزاريين، ناشد العلويون في هذه الجبال تدخل المكزون فقاد حملة عسكرية لإغاثة العلويين بعد قتل الكثير منهم في قلعة صهيون والمعروفة حالياً (قلعة صلاح الدين الأيوبي) وذلك بين عامي 1218 و1222، حيث استولى هو وأبناؤه على حصون أبو قبيس والتي أصبحت مقر سلطة المكزون، وقلعة المرقب ، والعليقة ، وبعرين.
وفي نهاية المطاف، قام بطرد معظم الأكراد والإسماعيليين من الجبال، وعزز الوجود العلوي النصيري، وفي السنوات التالية، قام بتأليف عدد من الكتب الدينية العلوية.

### الحملة نحو جبال اللاذقية

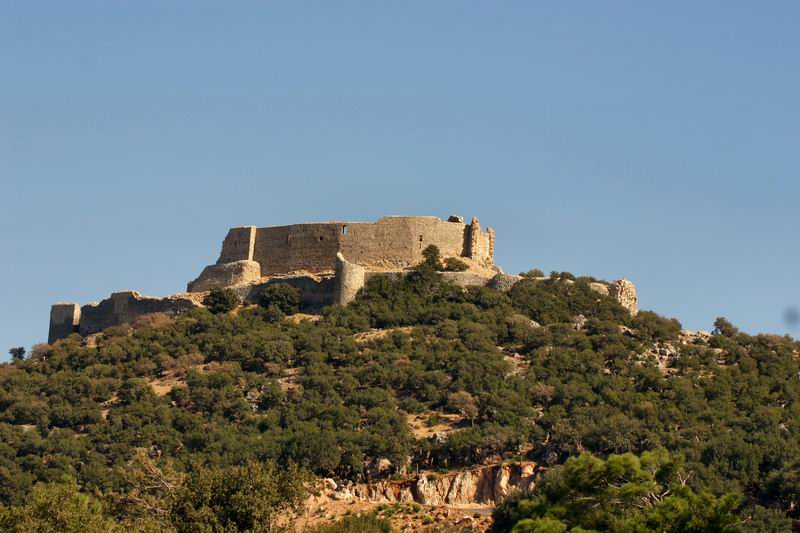
استولى المكزون على قلعة أبي قبيس (في الصورة) وجعلها مقرا له في الشام.